# Raz-de-marée de la Saint-Jérôme en 1514
L'inondation est survenu en 1514 aux Pays-Bas.